# Chelakara
Chelakara är en ort i Indien.   Den ligger i distriktet Thrissur District och delstaten Kerala, i den södra delen av landet, 2 000 km söder om huvudstaden New Delhi. Chelakara ligger 41 meter över havet och antalet invånare är 8 936.
Terrängen runt Chelakara är platt åt nordost, men åt sydväst är den kuperad. Runt Chelakara är det tätbefolkat, med 849 invånare per kvadratkilometer. Närmaste större samhälle är Ottappālam, 9,6 km norr om Chelakara. I omgivningarna runt Chelakara växer huvudsakligen savannskog.